# 兰卡平等社会党（替代团体）
兰卡平等社会党（替代团体）（英语：Lanka Equal Society Party (Alternative Group)）是斯里兰卡的一个托洛茨基主义政党。该党分裂自兰卡平等社会党。该党的意识形态是共产主义、马克思主义、托洛茨基主义。该党的领导人是Chandra Kumarage。该党是左翼解放阵线的成员。